# Веретило, Олег Владимирович
Оле́г Влади́мирович Верети́ло (бел. Алег Уладзіміравіч Вераціла; род. 10 июля 1988[…], Новосёлки, Гродненская область) — белорусский футболист, защитник белорусского клуба «Ислочь». Мастер спорта Республики Беларусь международного класса (2009). Играл за сборную Беларуси.

## Карьера

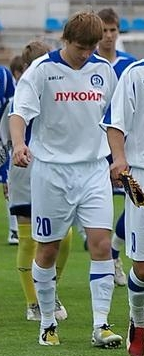
Веретило в «Динамо»

### Клубная
Воспитанник волковысской ДЮСШ. Первый тренер — Юрий С. Томашевский.
Профессиональную карьеру начал в минском «Динамо» в 2005 году, выступал за дубль. В столичном клубе Олеге провёл большую часть своей футбольной карьеры. В 2007 году дебютировал в чемпионате Беларуси и стал игроком основного состава клуба. В январе 2011 года ожидался его переход в варшавскую «Полонию», но он не состоялся. 21 июля 2011 продлил контракт с клубом ещё на 2 года. 4 февраля 2013 года подписал новый контракт с «Динамо» на ближайшие 3 года. Капитан клуба в сезоне 2013.
Во всех турнирах сыграл за «Динамо» 289 матчей и забил 6 мячей. Сыграл 8 матчей на групповом этапе Лиги Европы (6 матчей в сезоне 2014/15 и 2 матча в сезоне 2015/16). Шесть раз включался БФФ в список 22 лучших футболистов чемпионата Беларуси: 2009, 2010, 2011, 2012, 2013, 2014.
26 ноября 2015 в матче группового этапа Лиги Европы против «Виктории» Олег попрощался с клубом и его болельщиками, сняв футболку, под которой оказалась майка с надписью: «Спасибо за теплые годы в „Динамо“». За данное действие рефери показал футболисту вторую жёлтую карточку, которая превратилась в красную. Однако в добавленное время минчане смогли вырвать победу (1:0). 14 декабря клуб официально подтвердил, что Веретило покидает клуб ввиду окончания контракта.
16 февраля 2016 подписал соглашение с польским «Подбескидзе», которое было рассчитано до июня того же года. За клуб провёл 10 матчей в Экстраклассе, 2 раза был удалён. 17 июня стало известно, что Олег покинул «Подбескидзе».
В августе 2016 года стал игроком «Минска», где закрепился в качестве основного правого защитника.
В начале 2017 года не тренировался с «Минском», будучи в поисках возможности перехода в другую команду, однако в феврале подписал новый контракт с «горожанами». В первой половине сезона 2017 оставался основным защитником минчан. В июне 2017 года стало известно о его переходе в брестское «Динамо», к которому он присоединился по окончании первого круга чемпионата. В составе команды стал основным игроком, выступая на позиции левого или правого защитника, иногда играл в качестве правого полузащитника. В декабре 2019 года продлил контракт с брестским клубом. В сезоне 2020 был капитаном команды.
В январе 2021 года пополнил состав латвийского клуба «Лиепая».
27 января 2022 года вернулся в белорусский чемпионат в клуб «Витебск».
В июне 2023 года футболист присоединился к «Ислочи». В декабре 2023 года появилась информация о том, что футболист покинет клуб. В январе 2024 года футболист продлил контракт с клубом ещё на сезон.

### В сборной
Был заявлен за молодёжную сборную Беларуси на чемпионате Европы 2009 в Швеции, однако ни разу не вышел на поле. Автор гола, который вывел команду в финальный турнир молодежного Евро, бронза которого в итоге стала пропуском на Олимпиаду-2012. Бронзовый призёр молодёжного чемпионата Европы 2011 в Дании.  Выступал за олимпийскую сборную Беларуси в товарищеских матчах, был заявлен за неё на Олимпийских играх 2012 в Лондоне в качестве резервиста.
В национальной сборной Беларуси дебютировал 7 октября 2011 года в матче отборочного турнира чемпионата Европы по футболу 2012 против сборной Румынии в Бухаресте (2:2).
С 2014 года перестал вызываться, однако в марте 2018 года вновь попал в национальную команду.
| №  | Дата            | Оппонент          | Счёт | Голы | Пасы | Карточки | Минуты | Соревнование             |
| -- | --------------- | ----------------- | ---- | ---- | ---- | -------- | ------ | ------------------------ |
| 1  | 7 октября 2011  | Румыния           | 2:2  | —    | —    | —        | 1'     | Отбор ЧЕ-2012 (группа D) |
| 2  | 7 июня 2012     | Литва             | 1:1  | —    | —    | —        | 90'    | Товарищеский матч        |
| 3  | 15 августа 2012 | Армения           | 2:1  | —    | —    | —        | 29'    | Товарищеский матч        |
| 4  | 21 марта 2013   | Иордания          | 0:1  | —    | —    | —        | 45'    | Товарищеский матч        |
| 5  | 25 марта 2013   | Канада            | 2:0  | —    | —    | 79'      | 90'    | Товарищеский матч        |
| 6  | 11 июня 2013    | Финляндия         | 1:1  | —    | —    | 33'      | 45'    | Отбор ЧМ-2014 (группа I) |
| 7  | 6 сентября 2013 | Кыргызстан        | 3:1  | —    | —    | —        | 31'    | Товарищеский матч        |
| 8  | 15 октября 2013 | Япония            | 1:0  | —    | —    | —        | 90'    | Товарищеский матч        |
| 9  | 15 ноября 2013  | Албания           | 0:0  | —    | —    | —        | 12'    | Товарищеский матч        |
| 10 | 19 ноября 2013  | Турция            | 1:2  | —    | —    | —        | 66'    | Товарищеский матч        |
| 11 | 5 марта 2014    | Болгария          | 1:2  | —    | —    | —        | 30'    | Товарищеский матч        |
| 12 | 18 мая 2014     | Иран              | 0:0  | —    | —    | —        | 45'    | Товарищеский матч        |
| 13 | 21 мая 2014     | Лихтенштейн       | 5:1  | —    | —    | —        | 72'    | Товарищеский матч        |
| 14 | 8 сентября 2014 | Лихтенштейн       | 1:1  | —    | —    | —        | 62'    | Отбор ЧЕ-2016 (группа C) |
| 15 | 23 марта 2018   | Азербайджан       | 1:0  | —    | —    | —        | 11'    | Товарищеский матч        |
| 16 | 27 марта 2018   | Словения          | 2:0  | —    | —    | —        | 77'    | Товарищеский матч        |
| 17 | 9 июня 2018     | Финляндия         | 0:2  | —    | —    | —        | 45'    | Товарищеский матч        |
| 18 | 11 июня 2019    | Северная Ирландия | 0:1  | —    | —    | —        | 19'    | Отбор ЧЕ-2020 (группа C) |
| 19 | 13 октября 2019 | Нидерланды        | 1:2  | —    | —    | —        | 90'    | Отбор ЧЕ-2020 (группа C) |
| 20 | 19 ноября 2019  | Черногория        | 0:2  | —    | —    | —        | 90'    | Товарищеский матч        |

Итого: сыграно матчей: 20 / забито голов: 0; побед: 7, ничьи: 6, поражения: 7.

## Достижения
«Динамо» (Минск)
- Серебряный призёр чемпионата Беларуси (4): 2008, 2009, 2014, 2015
- Бронзовый призёр чемпионата Беларуси (2): 2012, 2013
- Финалист Кубка Беларуси: 2012/13

«Динамо» (Брест)
- Чемпион Беларуси: 2019
- Кубок Беларуси: 2017/2018
- Суперкубок Беларуси (3): 2018, 2019, 2020

Молодёжная сборная Беларуси
- Бронзовый призёр молодёжного чемпионата Европы: 2011

## Клубная статистика
| Клуб             | Сезон            | Чемпионат | Чемпионат | Кубок | Кубок | Еврокубки | Еврокубки | Всего | Всего |
| Клуб             | Сезон            | Матчи     | Голы      | Матчи | Голы  | Матчи     | Голы      | Матчи | Голы  |
| ---------------- | ---------------- | --------- | --------- | ----- | ----- | --------- | --------- | ----- | ----- |
| Динамо (Минск)   | 2007             | 24        | 0         | 2     | 0     | 4         | 0         | 30    | 0     |
| Динамо (Минск)   | 2008             | 26        | 0         | 5     | 0     | —         | —         | 31    | 0     |
| Динамо (Минск)   | 2009             | 24        | 1         | 5     | 0     | 2         | 0         | 31    | 1     |
| Динамо (Минск)   | 2010             | 29        | 1         | 2     | 0     | 6         | 0         | 37    | 1     |
| Динамо (Минск)   | 2011             | 27        | 2         | —     | —     | —         | —         | 27    | 2     |
| Динамо (Минск)   | 2012             | 26        | 0         | 2     | 0     | —         | —         | 28    | 0     |
| Динамо (Минск)   | 2013             | 27        | 0         | 4     | 0     | 6         | 0         | 37    | 0     |
| Динамо (Минск)   | 2014             | 27        | 1         | 1     | 0     | 12        | 0         | 40    | 1     |
| Динамо (Минск)   | 2015             | 21        | 0         | 5     | 1     | 5         | 0         | 31    | 1     |
| Всего            | Всего            | 231       | 5         | 26    | 1     | 35        | 0         | 292   | 6     |
| Подбескидзе      | 2015/16          | 10        | 0         | —     | —     | —         | —         | 10    | 0     |
| Всего            | Всего            | 10        | 0         | 0     | 0     | —         | —         | 10    | 0     |
| ФК «Минск»       | 2016             | 13        | 1         | 2     | 0     | 0         | 0         | 15    | 1     |
| ФК «Минск»       | 2017             | 15        | 0         | 0     | 0     | 0         | 0         | 15    | 0     |
| Всего            | Всего            | 28        | 1         | 2     | 0     | —         | —         | 30    | 1     |
| Динамо-Брест     | 2017             | 13        | 0         | 1     | 0     | 2         | 0         | 16    | 0     |
| Динамо-Брест     | 2018             | 25        | 0         | 5     | 0     | 4         | 0         | 34    | 0     |
| Динамо-Брест     | 2019             | 28        | 0         | 3     | 0     | 0         | 0         | 31    | 0     |
| Динамо-Брест     | 2020             | 21        | 0         | 4     | 0     | 0         | 0         | 25    | 0     |
| Всего            | Всего            | 87        | 0         | 13    | 0     | 6         | 0         | 106   | 0     |
| Всего за карьеру | Всего за карьеру | 356       | 6         | 41    | 1     | 41        | 0         | 430   | 7     |

* В сезонах 2005 и 2006 играл за дубль
*** Источник: